# 看哪，这个人！ (卡拉瓦乔)
《看哪，这个人！》（Ecce Homo），是意大利巴洛克大师卡拉瓦乔的一幅画作，完成于约 1605/6 或 1609年 。现藏于热那亚的白宫 。
据佛罗伦萨艺术家奇戈利的侄子詹巴蒂斯塔·卡迪所述，马西莫·马西米枢机主教同时委托了齐戈里、卡拉瓦乔和多梅尼科·帕西尼亚诺三位艺术家，创作了主题为《看哪，这个人！》的画作，但没有告知艺术家们存在多个委托。卡迪称枢机主教更喜欢齐戈里的版本。